# 10月16日 (旧暦)
旧暦10月16日は旧暦10月の16日目である。六曜は先勝である。

## できごと
- 寛仁2年（ユリウス暦1018年11月26日） - 藤原道長の娘・妍子が皇太后に、威子が後一条天皇の中宮になる。道長は「此世をば我世とぞ思ふ望月の欠けたる事もなしと思へば」と自らの繁栄を詠む
- 弘安2年（ユリウス暦1279年11月21日） - 阿仏尼が『十六夜日記』の旅に出発
- 元亨元年（ユリウス暦1321年11月6日） - 後醍醐天皇が建武の新政を始める

## 誕生日
- 文政2年（グレゴリオ暦1819年12月3日） - 阿部正弘、幕末の老中、福山藩主（+ 1857年）
- 天保11年（グレゴリオ暦1840年11月9日） - 黒田清隆、2代内閣総理大臣（+ 1900年）

## 忌日
- 天智天皇8年（ユリウス暦669年11月14日） - 中臣鎌足（藤原鎌足）、豪族・藤原氏の祖（* 614年）
- 元禄13年（グレゴリオ暦1700年11月26日） - 徳川光友、第2代尾張藩主（* 1625年）
- 享和元年（グレゴリオ暦1801年11月21日） - 松平勝当、高須藩主（* 1738年）